# 33508 Drewnik
33508 Drewnik è un asteroide della fascia principale. Scoperto nel 1999, presenta un'orbita caratterizzata da un semiasse maggiore pari a 2,5637025 UA e da un'eccentricità di 0,1415815, inclinata di 3,42670° rispetto all'eclittica.